# Domingo (streamer)
Pour les articles homonymes, voir Bizot et Domingo.
Pierre-Alexis Bizot, plus connu sous son pseudonyme Domingo (parfois typographié DominGo), né le 12 juillet 1994 à Paris 14e, est un animateur, streameur et vidéaste Web français.

## Biographie

### Jeunesse et études
Domingo naît dans le 14e arrondissement de Paris. Il grandit à Châtillon, dans le département des Hauts-de-Seine, en Île-de-France. Passionné de jeux vidéo dès le plus jeune âge, jouant notamment à Counter-Strike sur PC puis Gears of War sur Xbox, il vit ses premières expériences dans l’eSport en remportant deux tournois Call of Duty: Black Ops sur console dès 2010, l’EC2 et l’EC3,.
De 2010 à 2013, Domingo se consacre à ses études.
Domingo a sauté deux classes au primaire, le CP et le CM2.

### Carrière
Domingo découvre League of Legends en 2012, jeu autour duquel il développera sa période de streaming. Il lance sa chaine YouTube en juin 2013 et y poste dans un premier temps les rediffusions de ses streams. Il commente alors les LCS pour la web TV O’Gaming,.
Il s’essaie véritablement au shoutcasting pour la première fois en mai 2013 à l’occasion de la SkyLan #1 à l’EPITA de Villejuif, où il commente le tournoi de Call of Duty: Black Ops II aux côtés de Laurent « Zanki0h » Bosc. La même année, il commente l’ESWC à la Paris Games Week, toujours avec Zanki0h.
En mai 2014, Domingo rejoint la structure Eclypsia en tant que streamer et commentateur LCS,, au sein de laquelle se trouvent déjà des grands noms de la communauté francophone de League of Legends tels que Ludovic Save, alias Jiraya ou Willy Dias, alias Skyyart. Il s’installe donc à Ashford, dans le sud de l’Angleterre, où se trouve le siège de la société. Il quitte Eclypsia en février 2015 pour se consacrer au streaming indépendant sur Twitch,. Il reprend le cast des LCS pour O’Gaming.
Le 26 juillet 2015, Domingo est victime de swatting.
Du 1er au 11 octobre 2015, Domingo est casteur officiel des matchs de phase de groupe du Championnat du monde de League of Legends, à Paris.
Le 30 août 2016, il annonce la création de la Stream Team, un collectif composé avec ses amis Arif Akin alias Doigby, Alexis Rodrigues alias DFG, Julian Tréguer alias Gob, Rim-Raimon Amanieu alias Nono et Kevin Ghanbarzadeh alias Shaunz.
En janvier 2021, il signe un partenariat avec Adidas afin d'être accompagné pour de futurs projets sportifs sur Twitch.
En mars 2024, il participe à l'émission Danse avec les stars d'Internet, organisée par le vidéaste Michou et diffusée sur Twitch ainsi que sur TF1 pour la finale,. Domingo et sa partenaire Inès Vandamme remportent cette compétition face à la vidéaste Natoo et le danseur Anthony Colette.

## Émissions
Le 5 décembre 2016, Domingo fait ses débuts à la télévision en animant l’émission BeIN eSports aux côtés de Kévin Remy alias Tweekz, les lundis soirs sur BeIN,. Il reste deux saisons, avant de laisser sa place à Laure Valée à la rentrée 2018.
Le 18 octobre 2017, Domingo annonce au cours d’un live Twitch le lancement d’une émission libre antenne hebdomadaire intitulée le DominGo Radio Stream sur NRJ, avec Zanki0h, Doigby et Alicia Jolly alias Aayley, le dimanche soir de 20h à minuit. Deux saisons plus tard, le 27 juin 2019, il quitte NRJ.
En septembre 2019, il lance sa propre émission de talk-show, diffusée sur Twitch : Popcorn dans laquelle il reçoit des invités comme Clara Luciani ou Thomas Pesquet. Il part avec une équipe de base composée de Zanki0h, Marie Palot, Sardoche et Ponce.
Le 21 mars 2021, il organise la première édition de l'Échappée, une course cycliste virtuelle où s'affrontent huit streameurs et vidéastes : Xari, JL Tomy, Michou, Mister MV, Maghla, Kameto, Shaunz et Lebouseuh. L'évènement est suivi par 200 000 spectateurs en moyenne et 1,2 million de spectateurs uniques,.
Le 2 juillet 2022, il organise le Popcorn Festival pour célébrer la fin de la saison de l'émission Popcorn. L'objectif premier était d'organiser une émission Popcorn dans une ville de France en dehors de Paris et en public à la suite d'un objectif atteint lors du Z Event 2021. Après un vote sur Twitter pour désigner la ville qui accueillera l'émission, c'est la ville de Montcuq dans le département du Lot qui est choisie. L'ensemble des 4 500 places du festival s'écoulent en moins de 10 minutes après leur mise en vente,. Le festival commence à 19h, il est diffusé sur la chaîne Twitch de Domingo. Le festival commence avec une entrée en scène à 19h de la streameuse et chanteuse LittleBigWhale, du youtubeur musical PV Nova et du streameur ZeratoR pour un concert en guise de pré-show. Le festival se termine sur un concert avec le groupe de beatbox Berywam, le rappeur PLK et les DJ The Toxic Avenger et Asdek.

## Défis sportifs
Passionné de sport, Domingo se lance des défis sportifs et les partage en direct sur la plateforme Twitch.
Le 3 mars 2019, Domingo annonce qu’il va participer à l’édition 2019 du semi-marathon de Paris et qu’il diffusera en différé sa course sur Twitch. Il le termine en 1 h 58 min, battant largement l’objectif qu’il s’était fixé de 2 h 15 min.
En mai 2020, il parcourt virtuellement l'Alpe d'Huez en compagnie du coureur cycliste David Gaudu.
Le 8 mars 2021, il parcourt 19,44 km sur les traces du débarquement en Normandie. Accompagné d'un coach, la course est diffusée en direct sur Twitch et commentée par les streameurs Xari et Ponce ainsi que le streameur Rivenzi qui apporte des anecdotes historiques. Le live réunit 43 000 spectateurs en moyenne.
Le 17 octobre 2021, Domingo participe au marathon de Paris. Il complète l'épreuve et signe un temps de 3 h 24 min 25 s, dépassant largement son objectif de le faire en moins de 4 h.
Le 2 et 3 mars 2022, il parcourt 320 km pour faire Paris-Roubaix à vélo en compagnie d'Inoxtag. Ce challenge fait suite à un pari lancé par Inoxtag lors du Z Event 2021 ; si ce dernier réussissait à atteindre le palier de 50 000 euros de dons, alors il devait faire le parcours de la course cycliste Paris-Roubaix avec Domingo,.
En septembre 2022, il grimpe le Mont Ventoux en tandem avec le streamer Ponce.
Le 8 octobre 2022, il participe au GP Explorer sur le circuit Bugatti du Mans, organisé par Squeezie. Il fait équipe avec Xari sous les couleurs de l'équipe Cupra Team Pax.
Le 11 mai 2023, il organise avec Tony Parker un tournoi de basket 3 contre 3 entre diverses personnalités publiques au Palais des sports de Marcel Cerdan. Tony Parker, Domingo, Kevin Mayer et Ragnar Le Breton sont les capitaines des quatre équipes qui s'affrontent. Les différentes équipes comprennent des journalistes médias basket (Trashtalk, First Team), des personnalités du web (Prime, Brawks, Brisco...) et de la musique (Krono, Kikesa). Cet événement animé par Doigby est remporté par l'équipe de Tony Parker.
En 2025, il devient président et fondateur du FC Silmi (verlan de missile) , un club qui participe à la première édition de la Kings League France.

## Vie privée
Domingo se fiance le 22 juillet 2023 et se marie le 14 septembre 2024.